# Atemptat d'Istanbul de desembre de 2016
La nit del 10 de desembre de 2016, dues explosions causades per un cotxe bomba i un atac suicida al barri de Beşiktaş d'Istanbul van matar 44 persones i en feriren altres 155. Dels 38 morts, 30 n'eren policies turcs. L'atac va ser reivindicat l'endemà pel grup Falcons de la Llibertat del Kurdistan.
El doble atac va tindre lloc després d'un partit de futbol entre el Beşiktaş i Bursaspor, que es va celebrar en l'estadi Vodafone Arena en el districte de Beşiktaş.